# Gauthier Maravat
Pas d'image ? Cliquez ici

a Compétitions nationales et continentales officielles uniquement.

b Matchs officiels uniquement.
Dernière mise à jour le 28 mars 2023.
Gauthier Maravat, né le 11 juin 2000 à Agen, est un joueur français de rugby à XV qui évolue au poste de deuxième ligne ou troisième ligne au sein de l'effectif du Castres olympique.

## Biographie
Maravat est né à Agen.
Il est champion du monde junior avec l'équipe de France des moins de 20 ans en 2019 avec ses coéquipiers de club Alex Burin et Loïc Hocquet.
Au mois de janvier 2020, il fait partie du groupe des 34 joueurs sélectionnés par l'encadrement de l'équipe de France de rugby à XV des moins de 20 ans pour disputer le Tournoi des Six Nations.
En parallèle de sa carrière, il suit un DUT Qualité logistique industrielle et organisation. En 2022, il est recruté par le Castres olympique vice-champion de France Top 14.

## Palmarès

### En équipe nationale
- Vainqueur du Championnat du monde junior de rugby à XV en 2019 avec l'équipe de France des moins de 20 ans[5].